# Geneva Open
Geneva Open este un turneu de tenis afiliat ATP Tour (fost Grand Prix), care a avut loc anual din 1980 până în 1991 la Geneva, Elveția, pe terenuri cu zgură. În noiembrie 2014, ATP a anunțat că turneul de la Düsseldorf va fi mutat la Geneva, unde va avea loc în 2015, ca un turneu ATP 250.

## Rezultate

### Simplu
| An        | Campion                                | Finalist                               | Scor                                   |
| --------- | -------------------------------------- | -------------------------------------- | -------------------------------------- |
| 1980      | Balázs Taróczy                         | Adriano Panatta                        | 6–3, 6–2                               |
| 1981      | Björn Borg                             | Tomáš Šmíd                             | 6–4, 6–3                               |
| 1982      | Mats Wilander                          | Tomáš Šmíd                             | 7–5, 4–6, 6–4                          |
| 1983      | Mats Wilander                          | Henrik Sundström                       | 3–6, 6–1, 6–3                          |
| 1984      | Aaron Krickstein                       | Henrik Sundström                       | 6–7, 6–1, 6–4                          |
| 1985      | Tomáš Šmíd                             | Mats Wilander                          | 6–4, 6–4                               |
| 1986      | Henri Leconte                          | Thierry Tulasne                        | 7–5, 6–3                               |
| 1987      | Claudio Mezzadri                       | Tomáš Šmíd                             | 6–4, 7–5                               |
| 1988      | Marián Vajda                           | Kent Carlsson                          | 6–4, 6–4                               |
| 1989      | Marc Rosset                            | Guillermo Pérez Roldán                 | 6–4, 7–5                               |
| 1990      | Horst Skoff                            | Sergi Bruguera                         | 7–6, 7–6                               |
| 1991      | Thomas Muster                          | Horst Skoff                            | 6–2, 6–4                               |
| 1992–2014 | Challenger tournament                  | Challenger tournament                  | Challenger tournament                  |
| 2015      | Thomaz Bellucci                        | João Sousa                             | 7–6(7–4), 6–4                          |
| 2016      | Stan Wawrinka                          | Marin Čilić                            | 6–4, 7–6(13–11)                        |
| 2017      | Stan Wawrinka                          | Mischa Zverev                          | 4–6, 6–3, 6–3                          |
| 2018      | Márton Fucsovics                       | Peter Gojowczyk                        | 6–2, 6–2                               |
| 2019      | Alexander Zverev                       | Nicolás Jarry                          | 6–3, 3–6, 7–6(10–8)                    |
| 2020      | Anulat din cauza pandemiei de COVID-19 | Anulat din cauza pandemiei de COVID-19 | Anulat din cauza pandemiei de COVID-19 |
| 2021      | Casper Ruud                            | Denis Șapovalov                        | 7–6(8–6), 6–4                          |
| 2022      | Casper Ruud (2)                        | João Sousa                             | 7–6(7–3), 4–6, 7–6(7–1)                |
| 2023      | Nicolás Jarry                          | Grigor Dimitrov                        | 7–6(7–1), 6–1                          |
| 2024      | Casper Ruud (3)                        | Tomáš Macháč                           | 7–5, 6–3                               |
| 2025      | Novak Djokovic                         | Hubert Hurkacz                         | 5–7, 7–6(7–2), 7–6(7–2)                |

### Dublu
| An        | Campion                                | Finalist                               | Scor                                   |
| --------- | -------------------------------------- | -------------------------------------- | -------------------------------------- |
| 1980      | Željko Franulović Balázs Taróczy       | Heinz Günthardt Markus Günthardt       | 6–4, 4–6, 6–4                          |
| 1981      | Heinz Günthardt Balázs Taróczy         | Pavel Složil Tomáš Šmíd                | 6–4, 3–6, 6–2                          |
| 1982      | Pavel Složil Tomáš Šmíd                | Carl Limberger Mike Myburg             | 6–4, 6–0                               |
| 1983      | Stanislav Birner Blaine Willenborg     | Joakim Nyström Mats Wilander           | 6–1, 2–6, 6–3                          |
| 1984      | Michael Mortensen Mats Wilander        | Libor Pimek Tomáš Šmíd                 | 6–1, 3–6, 7–5                          |
| 1985      | Sergio Casal Emilio Sánchez            | Carlos Kirmayr Cássio Motta            | 6–4, 4–6, 7–5                          |
| 1986      | Andreas Maurer Jörgen Windahl          | Gustavo Luza Gustavo Tiberti           | 6–4, 3–6, 6–4                          |
| 1987      | Ricardo Acioly Luiz Mattar             | Mansour Bahrami Diego Pérez            | 3–6, 6–4, 6–2                          |
| 1988      | Mansour Bahrami Tomáš Šmíd             | Gustavo Luza Guillermo Pérez Roldán    | 6–4, 6–3                               |
| 1989      | Andrés Gómez Alberto Mancini           | Mansour Bahrami Guillermo Pérez Roldán | 6–3, 7–5                               |
| 1990      | Pablo Albano David Engel               | Neil Borwick David Lewis               | 6–3, 7–6                               |
| 1991      | Sergi Bruguera Marc Rosset             | Per Henricsson Ola Jonsson             | 3–6, 6–3, 6–2                          |
| 1992–2014 | Challenger tournament                  | Challenger tournament                  | Challenger tournament                  |
| 2015      | Juan Sebastián Cabal Robert Farah      | Raven Klaasen Lu Yen-hsun              | 7–5, 4–6, [10–7]                       |
| 2016      | Steve Johnson Sam Querrey              | Raven Klaasen Rajeev Ram               | 6–4, 6–1                               |
| 2017      | Jean-Julien Rojer Horia Tecău          | Juan Sebastián Cabal Robert Farah      | 2–6, 7–6(11–9), [10–6]                 |
| 2018      | Oliver Marach Mate Pavić               | Ivan Dodig Rajeev Ram                  | 3–6, 7–6(7–3), [11–9]                  |
| 2019      | Oliver Marach Mate Pavić               | Matthew Ebden Robert Lindstedt         | 6–4, 6–4                               |
| 2020      | Anulat din cauza pandemiei de COVID-19 | Anulat din cauza pandemiei de COVID-19 | Anulat din cauza pandemiei de COVID-19 |
| 2021      | John Peers Michael Venus               | Simone Bolelli Máximo González         | 6–2, 7–5                               |
| 2022      | Nikola Mektić Mate Pavić (3)           | Pablo Andújar Matwé Middelkoop         | 2–6, 6–2, [10–3]                       |
| 2023      | Jamie Murray Michael Venus (2)         | Marcel Granollers Horacio Zeballos     | 7–6(8–6), 7–6(7–3)                     |
| 2024      | Marcelo Arévalo Mate Pavić (4)         | Jean-Julien Rojer Lloyd Glasspool      | 7–6(7–2), 7–5                          |
| 2025      | Sadio Doumbia Fabien Reboul            | Ariel Behar Joran Vliegen              | 6–7(4–7), 6–4, [11–9]                  |